# عارف ایمن هناپی
عارف ایمن هناپی (انگلیسی: Arif Aiman Hanapi؛ زادهٔ ۴ مهٔ ۲۰۰۲) بازیکن فوتبال است که برای باشگاه فوتبال استقلال و همچنین تیم ملی فوتبال مالزی در پست وینگر راست بازی می‌کند.